# Fortim da Ilha de Periá
O Fortim da ilha de Periá localizou-se na chamada ilha de Periá, na foz do rio Periá, atual município de Primeira Cruz, no litoral do estado brasileiro do Maranhão.

## História
BARRETTO (1958) refere que, no contexto da conquista do Maranhão, quando forças portuguesas se dirigiam para aquela costa em fins de 1614, foram projetadas obras de fortificação para a ilha de Periá (op. cit., p. 79).
O mesmo autor informa que, com a evacuação e destruição do Fortim de Nossa Senhora do Rosário, a 12 de Outubro de 1614, abandonada a costa do Ceará, o seu comandante, Manoel de Souza D'Eça, retirou-se com a sua guarnição para a ilha de Periá, na costa do Maranhão (op. cit., p. 88).
Existe planta colorida de uma estrutura no Periá, ao final do século XVII ("Planta da casa forte do Priá", c. 1688. Arquivo Histórico Ultramarino, Lisboa) (IRIA, 1966:46).
O capítulo referente ao "Roteiro da Costa do Brasil: da costa do Ceará até ao Maranhão", refere: "(...) Nesta ilha do Pereá houve antigamente uma casa forte." (PIMENTEL, 1762:295).
SOUZA (1885) refere que existiam vestígios de seus muros, à época (1885), no local (op. cit., p. 36).